# Elmer Clifton
Pour les articles homonymes, voir Clifton.
Elmer Clifton (né le 14 mars 1890 à Chicago, Illinois, aux États-Unis et mort le 15 octobre 1949 à Los Angeles, Californie) est un réalisateur, scénariste, acteur et producteur de cinéma américain.

## Filmographie

### Comme réalisateur

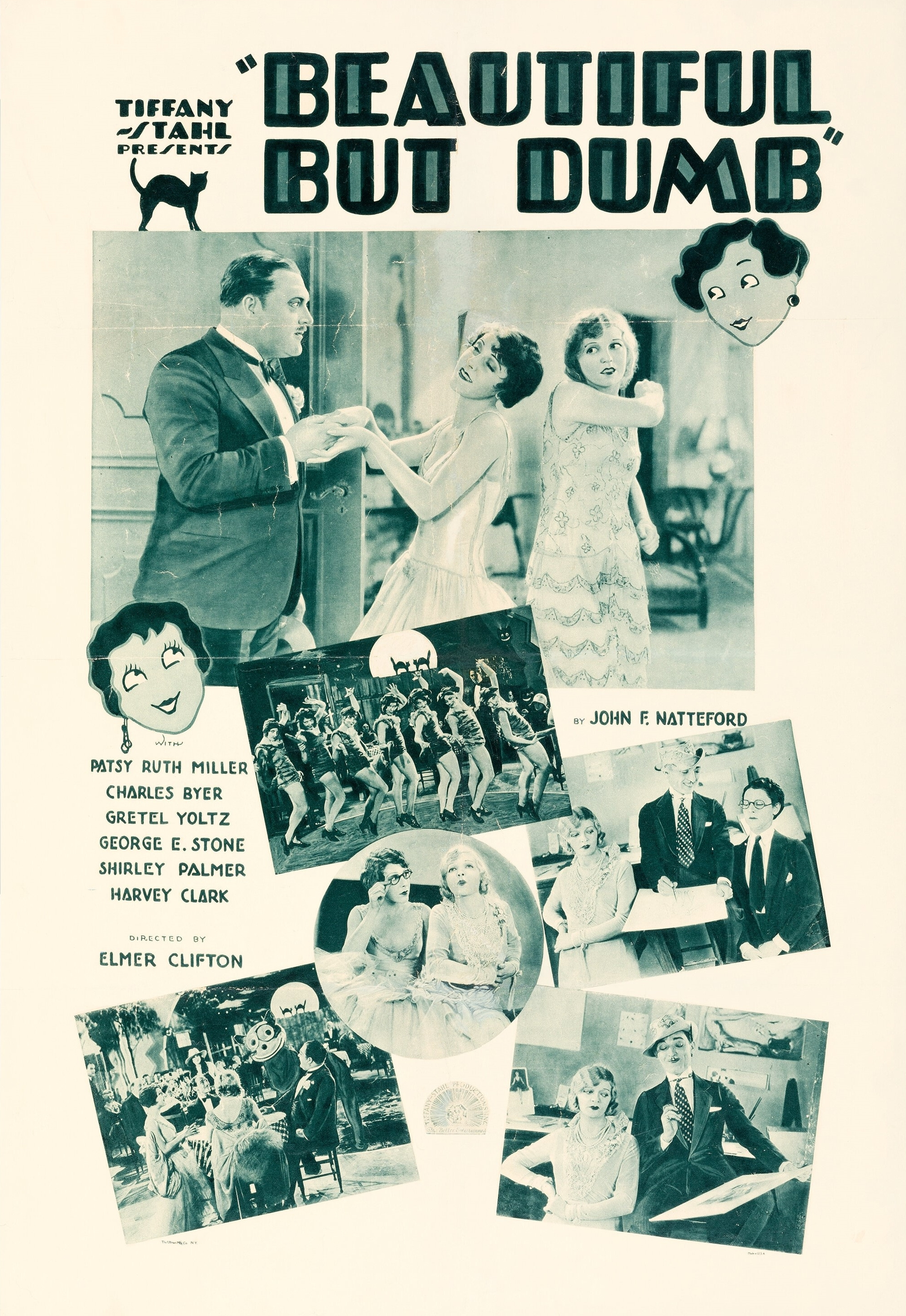
Affiche de Beautiful But Dumb (1928).

- 1915 : The Artist's Wife
- 1917 : Her Official Fathers
- 1917 : The Flame of Youth
- 1917 : The Midnight Man (en)
- 1917 : A Stormy Knight
- 1917 : Flirting with Death
- 1917 : The Man Trap
- 1917 : The High Sign
- 1918 : The Flash of Fate
- 1918 : Brace Up
- 1918 : The Two-Soul Woman
- 1918 : The Guilt of Silence
- 1918 : Smashing Through
- 1918 : The Eagle
- 1918 : Winner Takes All
- 1918 : Battling Jane
- 1918 : Kiss or Kill
- 1919 : The Hope Chest
- 1919 : Boots
- 1919 : Peppy Polly
- 1919 : I'll Get Him Yet
- 1919 : Nugget Nell
- 1919 : Nobody Home
- 1919 : Turning the Tables
- 1920 : Mary Ellen Comes to Town
- 1923 : Le Harpon (Down to the Sea in Ships) (+ producteur)
- 1923 : Vivons cachés (Six Cylinder Love)
- 1924 : The Warrens of Virginia
- 1924 : Daughters of the Night
- 1926 : The Truth About Men (en)
- 1926 : Wives at Auction
- 1927 : The Wreck of the Hesperus
- 1928 : The Bride of the Colorado
- 1928 : Let 'Er Go Gallegher
- 1928 : Beautiful But Dumb
- 1928 : Virgin Lips
- 1928 : Tropical Nights
- 1929 : The Devil's Apple Tree
- 1931 : Maid to Order
- 1935 : Rough Riding Ranger
- 1935 : Pals of the Range
- 1935 : Cyclone of the Saddle (en)
- 1935 : Fighting Caballero
- 1935 : Captured in Chinatown
- 1935 : Rip Roaring Riley
- 1935 : Skull and Crown
- 1936 : Gambling with Souls
- 1936 : Les Vengeurs de Buffalo Bill (en) (Custer's Last Stand)
- 1936 : Wildcat Trooper
- 1936 : Death in the Air
- 1936 : Ten Laps to Go
- 1937 : Assassin of Youth (+ producteur)
- 1937 : Mile a Minute Love
- 1937 : Slaves in Bondage
- 1938 : Wolves of the Sea
- 1938 : The Secret of Treasure Island
- 1938 : Paroled from the Big House
- 1938 : The Stranger from Arizona
- 1938 : Law of the Texan
- 1938 : California Frontier
- 1939 : Crashing Thru (en)
- 1940 : Isle of Destiny (en)
- 1941 : City of Missing Girls (en)
- 1941 : I'll Sell My Life
- 1941 : Hard Guy (en)
- 1941 : Swamp Woman
- 1942 : Deep in the Heart of Texas (en)
- 1942 : The Old Chisholm Trail (en)
- 1942 : The Sundown Kid
- 1943 : The Blocked Trail (en)
- 1943 : Days of Old Cheyenne
- 1943 : Frontier Law (en) d'Elmer Clifton
- 1943 : The Return of the Rangers (en) d'Elmer Clifton
- 1943 : Boss of Rawhide
- 1944 : Captain America
- 1944 : Guns of the Law
- 1944 : The Pinto Bandit
- 1944 : Spook Town
- 1944 : Seven Doors to Death
- 1944 : Gangsters of the Frontier
- 1944 : Youth Aflame
- 1944 : Dead or Alive (en)
- 1944 : The Whispering Skull
- 1945 : Marked for Murder
- 1946 : Swing, Cowboy, Swing
- 1949 : The Judge
- 1949 : Not Wanted (film terminé par Ida Lupino)
- 1950 : Red Rock Outlaw (+ producteur)
- 1950 : The Silver Bandit

### Comme scénariste
- 1919 : The Fall of Babylon : The Rhapsode
- 1935 : Pals of the Range
- 1935 : Cyclone of the Saddle (en)
- 1937 : Assassin of Youth
- 1938 : Wolves of the Sea
- 1938 : The Secret of Treasure Island
- 1941 : I'll Sell My Life
- 1942 : The Old Chisholm Trail (en)
- 1942 : The Rangers Take Over
- 1943 : Cheyenne Roundup
- 1943 : Raiders of San Joaquin (en)
- 1943 : The Return of the Rangers
- 1943 : Boss of Rawhide
- 1944 : Spook Town
- 1944 : Teen Age
- 1944 : Seven Doors to Death
- 1944 : Brand of the Devil
- 1944 : Gangsters of the Frontier
- 1944 : Youth Aflame
- 1945 : Marked for Murder
- 1945 : Frontier Fugitives
- 1946 : Song of the Sierras
- 1947 : Rainbow Over the Rockies
- 1947 : West to Glory
- 1949 : The Judge
- 1950 : Red Rock Outlaw
- 1950 : The Kid from Gower Gulch
- 1950 : The Silver Bandit

### Comme acteur
- 1912 : The Lake of Dreams de Fred Huntley
- 1912 : Getting Atmosphere de Hobart Bosworth
- 1912 : An Assisted Elopement de Colin Campbell
- 1912 : Atala
- 1913 : The Widow's Children
- 1914 : Lest We Forget
- 1914 : John Barleycorn : Jack, 3rd period
- 1914 : Martin Eden de Hobart Bosworth : Cub reporter
- 1914 : Burning Daylight: The Adventures of 'Burning Daylight' in Alaska : Charley Bates
- 1914 : The Folly of Anne
- 1914 : The Sisters (en) : Frank
- 1914 : A Question of Courage
- 1914 : In Wild Man's Land
- 1914 : A Lucky Disappointment
- 1915 : Vengeance Is Mine
- 1915 : The Love Pirate : The Young Clubman
- 1915 : The Double Deception : Henry The Young Man
- 1915 : Naissance d'une nation (The Birth of a Nation) de D. W. Griffith : Phil Stoneman
- 1915 : The Fatal Black Bean, de Raoul Walsh
- 1915 : His Return de Raoul Walsh
- 1915 : Only a Tramp
- 1915 : The Greaser de Raoul Walsh
- 1915 : The Lost House (en) de Christy Cabanne : Cuthbert
- 1915 : The Artist's Wife : Adair
- 1915 : The Broken Toy
- 1915 : A Man for All That de Raoul Walsh
- 1915 : The Comeback de Raoul Walsh
- 1915 : The Smuggler de Raoul Walsh
- 1915 : Strathmore : rôle indéterminé
- 1915 : The Hired Girl
- 1915 : The Fortification Plans
- 1915 : The Fox Woman : Marashida
- 1915 : Le Lys et la Rose (The Lily and the Rose) de Paul Powell
- 1915 : The Sable Lorcha : Clyde
- 1916 : The Missing Links : Horace Gaylord
- 1916 : Acquitted de Paul Powell : Ned Fowler
- 1916 : The Little School Ma'am : Wilbur Howard
- 1916 : Intolérance (Intolerance: Love's Struggle Throughout the Ages) de D. W. Griffith : Le Rhapsode (époque Babylone)
- 1916 : Les Vieux (The Old Folks at Home) de Chester Withey : Steve Coburn
- 1917 : Nina, the Flower Girl : Jimmie

### Comme producteur
- 1923 : Le Harpon (Down to the Sea in Ships)
- 1937 : Assassin of Youth
- 1950 : Red Rock Outlaw